# Lorenzo Morais
Pour les articles homonymes, voir Morais.
Lorenzo Morais est un homme d'affaires et un homme politique canadien. Il est député de Caraquet à l'Assemblée législative du Nouveau-Brunswick entre 1972 et 1974 en tant que progressiste-conservateur. Il est aussi le 3e maire de Caraquet.

## Biographie
Lorenzo Morais est né à Caraquet le 3 mars 1933 et meurt le 30 août 2013 à Memramcook.